# Bombylius pumilus
Bombylius pumilus är en tvåvingeart som beskrevs av Johann Wilhelm Meigen 1820. Bombylius pumilus ingår i släktet Bombylius och familjen svävflugor. Inga underarter finns listade i Catalogue of Life.